# Marie-Rose Nizigiyimana
Marie-Rose Nizigiyimana (sinh năm 1966) là một chính trị gia người Burundi. Bà giữ chức Bộ trưởng Bộ Thương mại, bàng nghiệp, Bưu chính và Du lịch trong chính phủ của Tổng thống Pierre Nkurunziza từ ngày 18 tháng 2 năm 2014 cho đến khi bà bị sa thải vào ngày 18 tháng 5 năm 2015.

## Tiểu sử
Nizigiyimana sinh năm 1966 trong cộng đồng Rango ở tỉnh Kayanza. bà có bằng lịch sử tại Đại học Burundi và làm giáo viên từ năm 1993.
Nizigiyimana là thành viên của đảng chính trị vì sự tiến bộ quốc gia từ năm 1993. Vào ngày 18 tháng 2 năm 2014, bà được làm Bộ trưởng Bộ Thương mại, bàng nghiệp, Bưu chính và Du lịch sau khi cải tổ nội các.
bà bị sa thải vào ngày 18 tháng 5 năm 2015, ngay sau cuộc đảo chính thất bại. Nizigiyimana đã nhận được những lời chỉ trích về tình trạng thiếu nhiên liệu trong nước. Bà được thay thế bởi Irina Inantore.